# Жупанија Ковасна
Ковасна (рум. Judeţul Covasna, мађ. Kovászna megye) је жупанија у Румунији, у њеном средишњем делу. Управно средиште жупаније је град Свети Ђорђе, а значајни су и градови Таргу Секујеск и Ковасна.

## Положај
Жупанија Ковасна је унутардржавна жупанија. Са других стана окружују је следеће жупаније:
- ка северу: Харгита
- ка североистоку: Бакау
- ка истоку: Вранча
- ка југу: Бузау
- ка западу: Брашов

## Природни услови
Жупанија припада историјској покрајини Трансилванија. Ковасна је већим делом планинска, посебно на истоку (планине из ланца Карпата), а између њих се налази горњи део долине реке Олт, која је плодна и густо насељена.

## Становништво
| 1948.   | 1956.   | 1966.   | 1977.   | 1992.   | 2002.   | 2011.   | 2021.   |
| ------- | ------- | ------- | ------- | ------- | ------- | ------- | ------- |
| 157.166 | 172.509 | 176.858 | 199.017 | 233.256 | 222.449 | 210.177 | 200.042 |

Према попису из 2021. године, жупанија Ковасна је имала 200.042 становника што је за 10.135 мање (-4,82%) у односу на 2011. када је на попису било 210.177 становника. По броју становника је друга најмања од 41 румунске жупаније, после Тулче.
Жупаније Ковасна и суседна Харгита су једине у Румунији у којима већину становништва чине Секељи, етничка група Мађара, али и једине две у којима већинско становништво не чине етнички Румуни. Према последњем попису из 2021. године, већину становништва чинили су Мађари (66,71%), а од мањина највише је било Румуна (21,37%) и Рома (4,75%). Од 45 административно-територијалних јединица, у 36 већину чине Мађари међу којима су и градови Свети Ђорђе, Таргу Секујеск, Ковасна и Бараолт, у 7 Румуни међу којима је и град Инторсура Бузаулуј и у 2 административно-територијалне јединице Роми.
| Етнички састав према попису из 2021.‍ | Етнички састав према попису из 2021.‍ | Етнички састав према попису из 2021.‍ | Етнички састав према попису из 2021.‍ | Етнички састав према попису из 2021.‍ |
| ------------------------------------ | ------------------------------------ | ------------------------------------ | ------------------------------------ | ------------------------------------ |
|                                      |                                      |                                      |                                      |                                      |
| Мађари                               | Мађари                               |                                      | 133.444                              | 66,71%                               |
| Румуни                               | Румуни                               |                                      | 42.752                               | 21,37%                               |
| Роми                                 | Роми                                 |                                      | 9.507                                | 4,75%                                |
| Немци                                | Немци                                |                                      | 73                                   | 0,04%                                |
| Остали                               | Остали                               |                                      | 165                                  | 0,08%                                |
| Непознато                            | Непознато                            |                                      | 14.101                               | 7,05%                                |

- Етничка мапа жупаније Ковасна, попис из 1992.
- Етничка мапа жупаније Ковасна, попис из 2002.
- Етничка мапа жупаније Ковасна, попис из 2011.